# Collito
Collito (in greco antico: Κολλυτός?, Kollytós) era il nome di un demo dell'Attica, situato nella città di Atene. Si trovava all'interno delle mura di Temistocle, a sud dell'Areopago e a sud-ovest dell'o di Collito fosse parte di Melite.

## Descrizione
Collito era uno dei demi più ricchi della città di Atene e vi si trovavano numerose residenze di aristocratici. Greg Anderson sostiene che i Pisistratidi vi possedevano una casa da cui spesso governavano la città.
Vi si svolgevano le Dionisie rurali, il che dimostra che il demo era anche un importante centro agricolo. Eschine recitò nel teatro di Dioniso nel demo, e fu così imbarazzato del suo ruolo che rinunciò al teatro e si diede alla politica.
Nella stretta strada principale del demo si teneva un mercato molto frequentato.